# Stanoje Jocić
Stanoje Jocić (serbe : Станоје Јоцић) (né le 5 juin 1932 à Skopje en Yougoslavie) est un joueur de football yougoslave (serbe).

## Biographie
Né à Skopje, aujourd'hui en république de Macédoine, Jocić commence le football relativement tard, rejoignant le centre de formation de Belgrade du BSK en 1948, à l'âge de 16 ans. Il fait ses débuts professionnels lors de la saison 1952, saison lors de laquelle il finit meilleur buteur avec treize buts inscrits.
Il quitte le BSK en 1954 et passe alors trois saisons chez les rivaux de ces derniers, à savoir le FK Partizan Belgrade, avec qui il inscrivit 16 buts en 43 matchs, avant de retourner dans son premier club en 1957 (qui changea de nom entre-temps pour s'appeler l'OFK Belgrade). Il passe deux saisons à l'OFK, dont la saison 1958–59, qui envoya le club en D2. Il prit sa retraite en 1959.
Jocić fut également appelé quatre fois en sélection (pour deux buts) lors de matchs amicaux avec l'équipe du royaume de Yougoslavie entre 1952 et 1954. Il inscrivit ses deux buts le 2 novembre 1952 contre l'Égypte au stade du Partizan à Belgrade, lors d'une victoire 5–0.